# 金龙湖站
金龙湖站是徐州地铁1号线的地铁站，位于中华人民共和国江苏省徐州市贾汪区翠湖路与振兴大道交叉口，于2019年9月28日开通。

## 车站结构
金龙湖站沿翠湖路东西设置，为地下二层岛式站台车站，车站长194米，标准段宽19.5米，车站地下一层为站厅层，地下二层为站台层，站台设置全高站台门。
| 地面              | 出入口 | 1、3、4、5出入口                                                                                          |
| 地下一层          | 站厅   | 客服中心、自动售票机、验票机                                                                              |
| 地下二层          | 站台   | \| \| \| █ 1号线往路窝（乔家湖） \| \| 島式 · 開左邊车门 \| \| \| \| \| \| █ 1号线往徐州东站（終點站） \| |
|                   |        | █ 1号线往路窝（乔家湖）                                                                                   |
| 島式 · 開左邊车门 |        | |
|                   |        | █ 1号线往徐州东站（終點站）                                                                               |

## 车站出口
金龙湖站目前开放4个出入口，各出口及周围设施如下所示：
| 出口编号            | 照片 | 出口指示         | 建议前往的目的地 |
| ------------------- | ---- | ---------------- | ---------------- |
| 1 · 出口            |      | 振兴大道（东侧） | 绿城东方雅园     |
| 3 · 出口 · （设有） |      | 翠湖路（北侧）   | 徐州市金龙湖小学 |
| 4 · 出口            |      | 振兴大道（东侧） | 明阳广场         |
| 5 · 出口            |      | 振兴大道（西侧） | 金龙湖宕口公园   |
| 图例： 设有         |      |                  |                  |

## 接驳交通

### 公交车
- 金龙湖地铁站：32路、208路、208路区间

## 车站历史
车站建设时期工程名为振兴路站，开通前确定以金龙湖站作为车站正式名称。
- 2015年12月2日，车站主体结构封顶[2]。
- 2019年9月28日，车站随1号线一期通车开通[1]。